# Łyczaków (Polska)
Łyczaków – wieś sołecka w Polsce położona w województwie świętokrzyskim, w powiecie kazimierskim, w gminie Kazimierza Wielka.
W latach 1975–1998 miejscowość administracyjnie należała do województwa kieleckiego.